# 长门大桥
长门大桥是中国福建省福州市的一座特大型桥梁，为福州绕城高速公路东南段以及甬莞高速公路福州段的关键控制性工程，跨越闽江，下距闽江入海口约5公里，北岸为连江县琯头镇长门村，南岸为马尾区琅岐岛凤窝村。大桥由中交一公局厦门工程有限公司承建，总造价约4.49亿元人民币，于2016年1月开工建设，2018年6月11日大桥合龙，2019年9月29日随福州绕城高速公路东南段正式通车。
大桥属于福州绕城公路东南段项目的A5标段，建设里程桩号为K23+654～K24+502，全长848米，施工工期为30个月，由国家发改委以《关于福建省福州绕城公路东南段可行性研究报告的批复》（发改基础【2012】3136号）批准建设。业主为福州东南绕城高速公路有限公司，建设资金来自国家补助、省、市自筹及银行贷款，出资比例为国家补助、省、市自筹约占40%，银行贷款约占60%。

## 设计
长门大桥由中交路桥技术有限公司负责勘测设计，为双塔双索面混合梁斜拉桥，全长848米，桥跨布置为：（35+44+66）+550+（66+44+35）米，边跨采用混凝土箱梁结构，中跨采用整体式钢箱梁结构。北岸塔高186.2米，南岸塔高184.2米，大桥采用塔梁墩固结体系，跨径居同类型桥梁国内第一位，世界第二位。
桥上设双向六车道高速公路，设计行车速度100公里/小时，荷载等级为公路-Ⅰ级，桥面全宽38.5米；设计基本风速40米/秒，桥面风速67米/秒；地震动峰值加速度为0.05g，对应的地震基本烈度为Ⅵ度；航道等级为内河Ⅰ级，并可通航2万吨级海轮，选用3万吨级集装箱船作为桥梁通航代表船型，最高通航水位4.94米，最低通航水位-3.03米，单向通航净宽不小于283米，双向通航净宽不小于537米，通航净高不小于55.1米。
大桥的特殊钢材总用量约11,451公吨，平行钢丝斜拉索共计136根，总重约1,379公吨。

## 建设历程
- 2016年1月，大桥开工建设。
- 2016年1月31日，南岸主塔桩基础施工完成。桩基共计18根，设计桩长20米，单桩直径均为2.8米，桩间距6米，顺桥向三排，均采用C30水下混凝土。主塔桩基施工采用爆破配合人工挖孔桩施工工艺，桩基混凝土灌注采用水下灌注法和干灌法施工[11]。
- 2016年6月28日，主线桥梁桩基础全部浇筑完成[12]。
- 2016年10月，南主塔“塔梁墩固结段”完成混凝土浇筑[13]。
- 2017年1月21日，北主塔“塔梁墩固结段”完成混凝土浇筑[14]。
- 2018年6月11日，大桥合龙。
- 2019年9月29日，长门大桥随福州绕城高速公路东南段正式通车。